# Scuderia AlphaTauri
Scuderia AlphaTauri var en italiensk Formel 1-konstruktør, som var en af de to Formel 1 hold, som var ejet af Red Bull-koncernen. Holdet gjorde sin debut i 2020 sæsonen efter at Toro Rosso holdet var blevet omdøbt, og eksisterede frem til 2024, hvor holdet blev omdøbt til Racing Bulls.

## Resultater
| År   | Navn                | No. | Kørere           | Point | Placering |
| ---- | ------------------- | --- | ---------------- | ----- | --------- |
| 2020 | Scuderia AlphaTauri | 10. | Pierre Gasly     | 107   | 7. plads  |
| 2020 | Scuderia AlphaTauri | 26. | Daniil Kvjat     | 107   | 7. plads  |
| 2021 | Scuderia AlphaTauri | 10. | Pierre Gasly     | 142   | 6. plads  |
| 2021 | Scuderia AlphaTauri | 22. | Yuki Tsunoda     | 142   | 6. plads  |
| 2022 | Scuderia AlphaTauri | 10. | Pierre Gasly     | 35    | 9. plads  |
| 2022 | Scuderia AlphaTauri | 22. | Yuki Tsunoda     | 35    | 9. plads  |
| 2023 | Scuderia AlphaTauri | 3.  | Daniel Ricciardo | 25    | 8. plads  |
| 2023 | Scuderia AlphaTauri | 21. | Nyck de Vries    | 25    | 8. plads  |
| 2023 | Scuderia AlphaTauri | 22. | Yuki Tsunoda     | 25    | 8. plads  |
| 2023 | Scuderia AlphaTauri | 40. | Liam Lawson      | 25    | 8. plads  |